# Giacomo Raspadori
Giacomo Raspadori (Bentivoglio, Emilia-Romaña, 18 de febrero de 2000) es un futbolista italiano que juega de delantero en el Club Atlético de Madrid de la Primera División de España.

## Trayectoria

### Comienzos en el Sassuolo
Debutó como profesional con el U. S. Sassuolo el 26 de mayo de 2019, en la derrota de su equipo, en un partido de la Serie A, por 3-1 frente al Atalanta de Bérgamo.
El 11 de julio de 2020 marcó su primer gol como profesional en la victoria del Sassuolo por 1-2 frente a la S. S. Lazio, en un partido correspondiente a la jornada 32 de la Serie A. En total logró 18 en 82 partidos.

### Napoli
El 20 de agosto de 2022 la S. S. C. Napoli anunció su llegada como cedido con obligación de compra. Debutó con los napolitanos el 28 de agosto, sustituyendo a Piotr Zieliński en la última media hora del partido de visitante contra la ACF Fiorentina, en la fecha 3 de la Serie A (0-0). El 10 de septiembre siguiente, marcó su primer gol con el Napoli poniendo el gol de la victoria ante el Spezia Calcio (1-0) en el minuto 89. Cuatro días después, en su debut en la Liga de Campeones, realizó otro gol en el partido de visitante contra el Rangers F. C. en el Ibrox Stadium de Glasgow, que finalizó 3 a 0 para los azzurri. El 4 de octubre marcó su primer doblete en la Liga de Campeones, en el partido de visitante contra el Ajax de Ámsterdam, ganado por el Napoli con un contundente 1-6. El 23 de abril de 2023 decidió el partido contra la Juventus de Turín (0-1), valedero para la fecha 31 del campeonato, con un gol en el minuto 93. Finalmente, el 4 de mayo, tras empatar contra el Udinese (1-1), ganó el primer Scudetto de su carrera, el tercero de la historia para el club napolitano. Utilizado principalmente como alternativa a Osimhen, acabó la temporada con 33 partidos y 6 goles en total.
Marcó su primer gol de la temporada 2023-24 el 16 de septiembre, en el empate 2-2 en el campo del Genoa, correspondiente a la cuarta jornada de liga. Repitió el 24 de octubre siguiente, al anotar el gol decisivo en la victoria a domicilio por 1-0 contra el Unión Berlín, válida por la tercera jornada de la fase de grupos de la Liga de Campeones. El 3 de marzo de 2024 firmó el gol de la victoria en el triunfo por 2-1 ante la Juventus, en un partido disputado en casa correspondiente a la 27ª jornada de la Serie A. Sin embargo, la temporada resultó negativa para el Napoli, vigente campeón de Italia, que finalizó en décima posición en el campeonato. Raspadori acumuló un total de 47 presencias y 6 goles, a pesar de haber sido utilizado frecuentemente como alternativa a los titulares.
En la temporada siguiente, bajo la dirección de Antonio Conte, comenzó con una participación cada vez más limitada, teniendo dificultades para destacar en las pocas oportunidades que se le concedieron. No obstante, logró ser decisivo en el partido en casa del 29 de diciembre de 2024 contra el Venezia, al marcar, tras ingresar como suplente, su primer gol de la temporada, que fijó el resultado final en 1-0. En la segunda parte del campeonato, a raíz de la salida de Khvicha Kvaratskhelia durante el mercado invernal y de las lesiones de David Neres, Raspadori fue empleado con mayor regularidad por el técnico salentino, anotando en el empate 2-2 en el campo de la Lazio y en la derrota a domicilio por 2-1 frente al Como. Posteriormente, volvió a marcar el 9 de marzo de 2025 en el partido en casa contra la Fiorentina, firmando el gol del momentáneo 2-0 para los partenopeos (el encuentro terminó 2-1); en esa misma ocasión alcanzó también las 100 apariciones con la camiseta azzurra. El 3 de mayo siguiente decidió con un gol de tiro libre el encuentro en el campo del Lecce (0-1), correspondiente a la 35.ª jornada de la Serie A. El 23 del mismo mes conquistó su segundo Scudetto con el Napoli (el cuarto en la historia del club), gracias al triunfo en casa por 2-0 ante el Cagliari, en la última jornada del campeonato de liga. Cerró la temporada con 6 goles en 29 apariciones totales.

### Atlético de Madrid
El 11 de agosto de 2025 se confirmó su traspaso al Atlético de Madrid firmando un contrato hasta 2030.

## Selección nacional
Fue internacional sub-17 y sub-19 con la selección de fútbol de Italia. El 4 de junio de 2021, tras haber sido convocado para participar en la Eurocopa 2020, debutó con la absoluta en un amistoso ante República Checa que ganaron por 4-0. El 8 de septiembre fue titular por primera vez ante Lituania en la clasificación para el Mundial 2022 y marcó su primer gol como internacional.

### Participaciones en Eurocopas
| Copa          | Sede     | Resultado        | Partidos | Goles |
| ------------- | -------- | ---------------- | -------- | ----- |
| Eurocopa 2020 | Europa   | Campeón          | 1        | 0     |
| Eurocopa 2024 | Alemania | Octavos de final | 2        | 0     |

## Estadísticas

### Clubes
Actualizado al último partido disputado el 23 de mayo de 2025.
| Club                           | Div.          | Temporada     | Liga  | Liga  | Liga   | Copas nacionales | Copas nacionales | Copas nacionales | Copas internacionales | Copas internacionales | Copas internacionales | Total | Total | Total  |
| Club                           | Div.          | Temporada     | Part. | Goles | Asist. | Part.            | Goles            | Asist.           | Part.                 | Goles                 | Asist.                | Part. | Goles | Asist. |
| ------------------------------ | ------------- | ------------- | ----- | ----- | ------ | ---------------- | ---------------- | ---------------- | --------------------- | --------------------- | --------------------- | ----- | ----- | ------ |
| U. S. Sassuolo Calcio · Italia | 1.ª           | 2018-19       | 1     | 0     | 0      | 0                | 0                | 0                | —                     | —                     | —                     | 1     | 0     | 0      |
| U. S. Sassuolo Calcio · Italia | 1.ª           | 2019-20       | 11    | 2     | 0      | 2                | 0                | 0                | —                     | —                     | —                     | 13    | 2     | 0      |
| U. S. Sassuolo Calcio · Italia | 1.ª           | 2020-21       | 27    | 6     | 0      | 1                | 0                | 0                | —                     | —                     | —                     | 28    | 6     | 0      |
| U. S. Sassuolo Calcio · Italia | 1.ª           | 2021-22       | 36    | 10    | 6      | 2                | 0                | 0                | —                     | —                     | —                     | 38    | 10    | 6      |
| U. S. Sassuolo Calcio · Italia | 1.ª           | 2022-23       | 1     | 0     | 0      | 1                | 0                | 0                | —                     | —                     | —                     | 2     | 0     | 0      |
| U. S. Sassuolo Calcio · Italia | Total club    | Total club    | 76    | 18    | 6      | 6                | 0                | 0                | 0                     | 0                     | 0                     | 82    | 18    | 6      |
| S. S. C. Napoli · Italia       | 1.ª           | 2022-23       | 25    | 2     | 2      | 1                | 0                | 0                | 7                     | 4                     | 3                     | 33    | 6     | 5      |
| S. S. C. Napoli · Italia       | 1.ª           | 2023-24       | 37    | 5     | 3      | 2                | 0                | 0                | 8                     | 1                     | 0                     | 47    | 6     | 3      |
| S. S. C. Napoli · Italia       | 1.ª           | 2024-25       | 26    | 6     | 2      | 3                | 0                | 1                | —                     | —                     | —                     | 29    | 6     | 3      |
| S. S. C. Napoli · Italia       | Total club    | Total club    | 88    | 13    | 7      | 6                | 0                | 1                | 15                    | 5                     | 3                     | 109   | 18    | 11     |
| Atlético de Madrid · España    | 1.ª           | 2025-26       | 0     | 0     | 0      | 0                | 0                | 0                | 0                     | 0                     | 0                     | 0     | 0     | 0      |
| Atlético de Madrid · España    | Total club    | Total club    | 0     | 0     | 0      | 0                | 0                | 0                | 0                     | 0                     | 0                     | 0     | 0     | 0      |
| Total carrera                  | Total carrera | Total carrera | 164   | 33    | 13     | 12               | 0                | 1                | 15                    | 5                     | 3                     | 191   | 36    | 17     |

## Palmarés

### Títulos nacionales
| Título  | Club            | País   | Año     |
| ------- | --------------- | ------ | ------- |
| Serie A | S. S. C. Napoli | Italia | 2022-23 |
| Serie A | S. S. C. Napoli | Italia | 2024-25 |

### Títulos internacionales
| Título   | Club (*)            | Sede   | Año  |
| -------- | ------------------- | ------ | ---- |
| Eurocopa | Selección de Italia | Europa | 2020 |

(*) Incluyendo la selección.